# Dowództwo Północne (Izrael)
Dowództwo Północne (hebr. פיקוד הצפון, Pikud ha-Cafon; w skrócie Pacan) – sztab dowodzący jednostkami Sił Obronnych Izraela w północnej części państwa Izrael. Dowództwo ma swoją siedzibę w północnej części miasta Safed. Jego obszarem strategicznego dowodzenia jest Galilea, Wzgórza Golan oraz rejon granicy z Libanem i Syrią.

## Historia
Dowództwo Północne od 1948 roku miało za zadanie prowadzenie działań wojennych przeciwko Syrii i Libanowi. Podczas wojny sześciodniowej w 1967 roku dowództwo było odpowiedzialne za zajęcie Wzgórz Golan i północnej części Samarii. Gdy we wrześniu 1970 roku Jordania wydaliła ze swojego terytorium palestyńskich terrorystów z Organizacji Wyzwolenia Palestyny, Dowództwo Północne stanęło przed problemem nasilających się ataków prowadzonych z południowego Libanu. Podczas wojny Jom Kipur w 1973 roku Dowództwo powstrzymało syryjskie natarcie na Wzgórzach Golan, a po jego odparciu odzyskało stracone tereny.
W kolejnych latach Dowództwo Północne przeprowadziło kilka operacji militarnych w południowym Libanie, których celem było niszczenie palestyńskich organizacji terrorystycznych. Sytuacja ta doprowadziła do wybuchu wojny libańskiej w 1982 roku, podczas której Dowództwo kierowało operacjami w Libanie. W okresie tym siedziba dowództwa była przeniesiona z Nazaretu do Safedu. Od połowy lat 80. głównym przeciwnikiem w Libanie stał się Hezbollah. Starcia z tym ugrupowaniem nasiliły się po 1985 roku, gdy wojska izraelskie wycofały się z Libanu, pozostawiając na jego południu „strefę bezpieczeństwa” strzeżoną przez Armię Południowego Libanu. W okresie tym przeprowadzono kilka dużych operacji militarnych przeciwko Hezbollahowi. W 2000 roku nastąpiła likwidacja strefy i ostateczne wycofanie wojsk z południowego Libanu. Pomimo to napięcie na granicy nie uspokoiło się i w 2006 roku doszło do II wojny libańskiej.

## Zadania
Dowództwo Północne chroni i utrzymuje bezpieczeństwo północnych granic Izraela. W tym celu dowództwo nieustannie analizuje i poprawia koncepcje operacyjne północnego obszaru strategicznego, którego obrona musi obejmować współdziałanie wojsk lądowych, sił powietrznych, marynarki wojennej i wywiadu.
Dążąc do poprawienia skuteczności działania w sytuacjach awaryjnych lub na wypadek wojny, dowództwo wyciąga wnioski ze wszystkich incydentów granicznych, analizuje je i zdobyte doświadczenie przekazuje wszystkim podległym jednostkom. Utrzymywanie odpowiednio wysokiego poziomu bezpieczeństwa jest możliwe dzięki nieustannemu utrzymywaniu czujności jednostek operacyjnych i gotowości wsparcia ze strony jednostek rezerwowych. Dowództwo nieustannie rozwija infrastrukturę logistyczną, która poszukuje rozwiązań dla zmieniających się zagrożeń.

## Struktura

### Jednostki

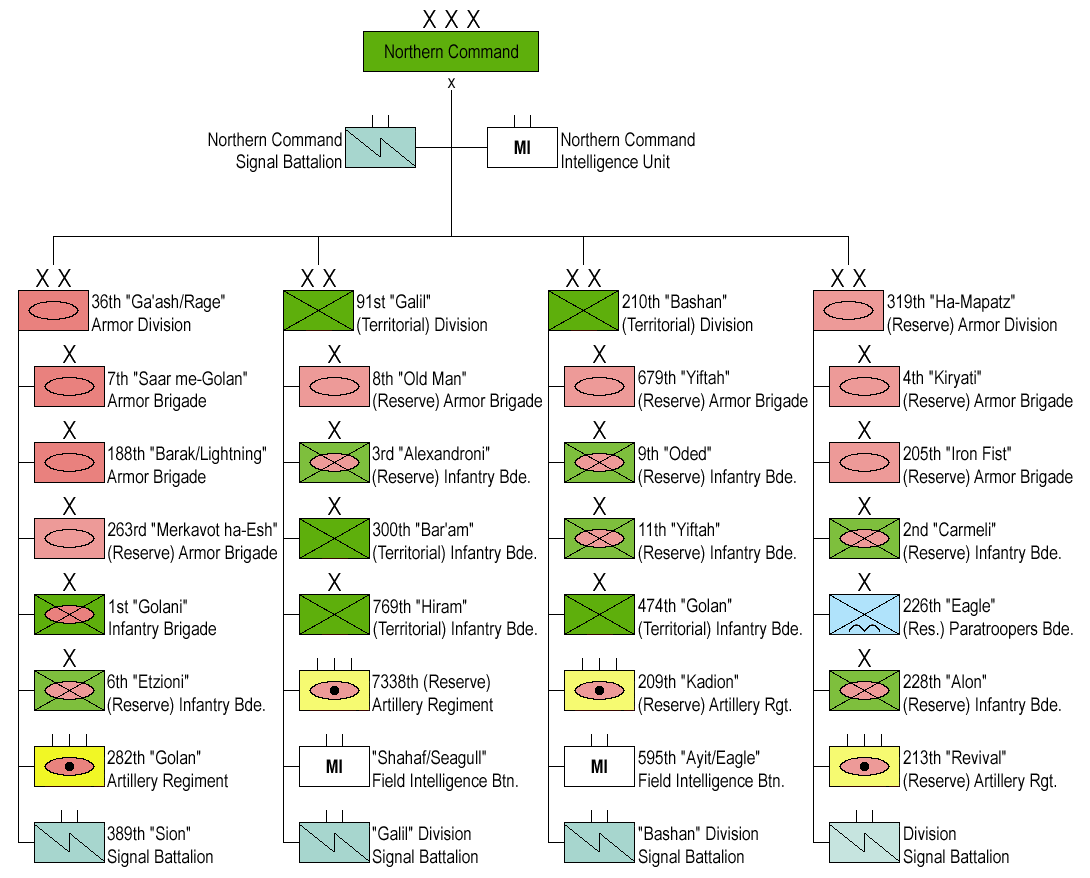
Struktura Dowództwa Północnego

Dowództwu Północnemu podległe są:
| Nazwa                         | Symbol | |
| ----------------------------- | ------ | --- |
| Dywizja operacyjna            |        | |
| 36 Dywizja Pancerna           |        | Skład: - 7 Brygada Pancerna - 188 Brygada Pancerna - Brygada Golani - 282 Brygada Artylerii - 828 Brygada Bislamach |
| Dywizje terytorialne          |        | |
| 91 Dywizja Galil              |        | Skład: - 300 Brygada Piechoty Ba-Ra’am - 769 Brygada Piechoty Chiram                                                |
| 210 Dywizja Ha-Baszan         |        | |
| Dywizja rezerwowa             |        | |
| 319 Dywizja Pancerna Ha-Mapac |        | |

### Bazy wojskowe
Dowództwu podlegają następujące bazy wojskowe:
| Bazy operacyjne: - Baza wojskowa Amos – 51 Batalion Brygady Golani | Bazy terytorialne: - Baza wojskowa Gibor – sztab Brygady Chiram - Baza wojskowa Bet Hillel – centrum logistyczne Brygady Chiram | Bazy wsparcia i rezerwy: - Baza wojskowa Netafim – 5001 Jednostka Wsparcia Logistycznego - Baza wojskowa Szimszon – 5001 Jednostka Wsparcia Logistycznego - Baza wojskowa Chawat Ha-Szomer – 5003 Jednostka Wsparcia Logistycznego - Baza wojskowa Na’ura – magazyny 36 Dywizji Pancernej - Baza wojskowa Ma’alul – magazyny amunicyjne - Baza wojskowa Ajlabun – magazyny amunicyjne | Bazy szkoleniowe: - Baza wojskowa Chawat Ha-Szomer – baza szkoleniowa rekrutów - Baza wojskowa Eljakim – szkoła do walki z partyzantką |

## Szefowie Dowództwa Północnego
| - Mosze Karmel (1948–1949) - Josef Awidar (1949–1952) - Mosze Dajan (1952) - Assaf Simhoni (1952–1954) - Mosze Sadok (1954–1956) - Icchak Rabin (1956–1959) - Meir Zorea (1959–1962) - Awraham Joffe (1962–1964) | - Dawid Elazar (1964–1969) - Mordechaj Gur (1969–1972) - Jicchak Hofi (1972–1974) - Mordechaj Gur (1974) - Refa’el Etan (1974–1977) - Awigdor Ben-Gal (1977–1981) - Amir Drori (1981–1983) - Uri Or (1983–1986) | - Jossi Peled (1986–1991) - Jicchak Mordechaj (1991–1994) - Amiram Lewine (1994–1998) - Gabi Aszkenazi (1998–2002) - Binjamin Ganc (2002–2005) - Udi Adam (2005–2006) - Gadi Eizenkot (2006–2011) - Ja’ir Golan (2011–2014) | - Awiw Kochawi (2014–2017) - Jo’el Strik (od 2017) |